# Виже, Эктор
Эктор Виже (фр. Hector Viger; 25 октября 1819, Аржантан — 15 марта 1879[…], VI округ Парижа) — французский живописец.
Родился в 1819 году в Аржантане, Нормандия. Обучался живописи в Париже, его учителями были Мишель Мартен Дроллинг, Поль Деларош и Анри Леман. Выставлялся на Парижском салоне начиная с 1845 года. В 1853 году в Шалоне обвенчался с художницей Пьереттой Марико (1832—1893).
Эктор Виже писал портреты и исторические сцены, причём особенно интересовался наполеоновской эпохой (Первой империей). В 1863 году император Наполеон III поручил ему создать серию картин, посвященных истории императорской семьи Бонапартов (и Богарне, так как по матери Наполеон III являлся внуком императрицы Жозефины). Работая над императорскими заказом, семь лет прожил во флигеле замка Мальмезон, принадлежавшего императорской семье. Замок также служил историческим местом действия для многих его полотен. В 1870 году был вынужден покинуть Мальмезон. Скончался в 1879 году в Париже и был похоронен в родном городке Аржантан. Его друг, поэт Эммануэль Бертен посвятил ему стихотворение «Sunt Lacrimæ Rerum», опубликованное в журнале «Le Parnasse».

## Галерея

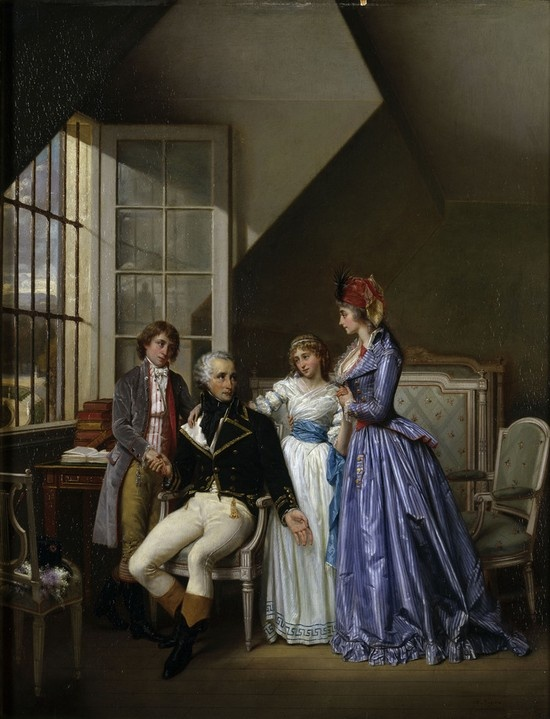
1794 год. Жозефина Богарне и её дети, Евгений и Гортензия, навещают в тюрьме своего мужа и отца, генерала Александра де Богарне, незадолго до его казни
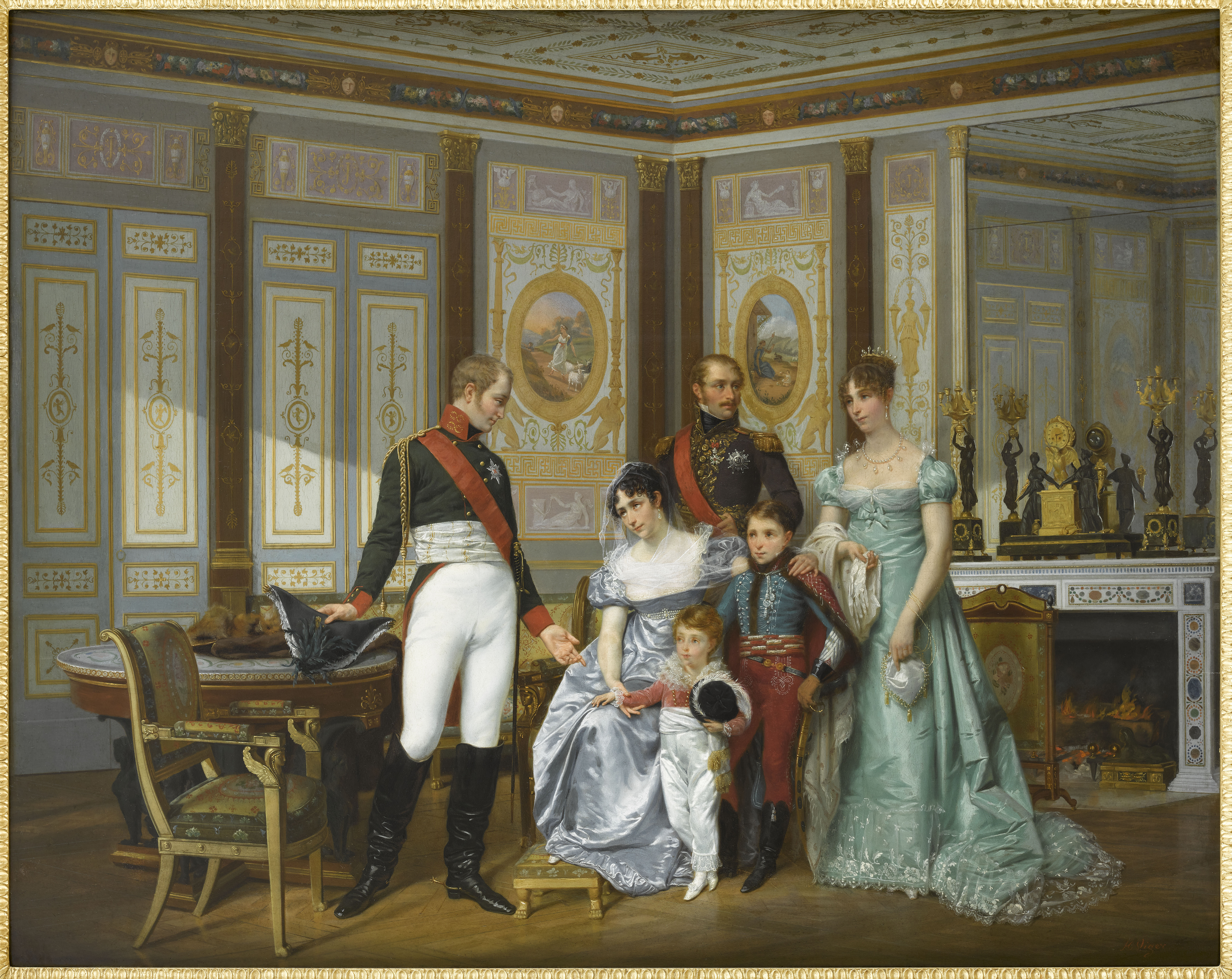
1814 год. Царь Александр I после взятия Парижа русскими войсками навещает императрицу Жозефину и её детей — генерала Евгения де Богарне и королеву Гортензию в замке Мальмезон под Парижем (ныне замок-музей)
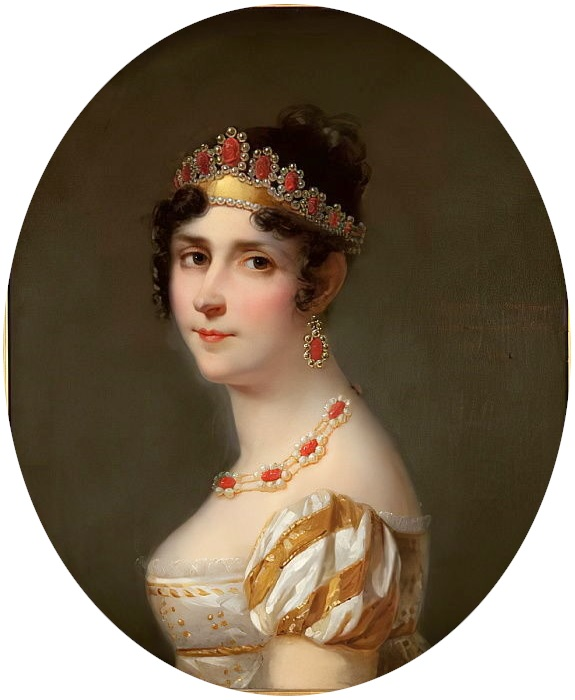
Портрет императрицы Жозефины